# Neue Zeitschrift für Musik
A "Nova Revista de Música" (em alemão:  Neue Zeitschrift für Musik, de e abreviada como NZM) é uma revista de música, cofundada em Leipzig por Robert Schumann, seu professor e futuro sogro Friedrich Wieck, Julius Knorr e seu amigo próximo Ludwig Schuncke. Sua primeira edição foi publicada em 3 de abril de 1834.

## História
Embora o primeiro editor tenha sido Julius Knorr, a maior parte do trabalho nas primeiras edições da Neue Zeitschrift (NZM) foi feita por Schumann; em 1835, quando uma nova editora foi encontrada, o nome de Schumann apareceu como editor. Em suas resenhas, ele elogiou aqueles da nova geração de músicos que mereciam reconhecimento, incluindo Frédéric Chopin e Hector Berlioz. Schuncke escreveu alguns artigos sob o pseudônimo "Jonathan", mas morreu aos 23 anos em dezembro de 1834.
Em junho de 1843, outros compromissos de Schumann o fizeram abandonar a editoria da revista, e em 1844 Franz Brendel tornou-se proprietário e editor. Durante seu mandato, a peça mais notável foi o artigo antijudaico de Richard Wagner "Das Judenthum in der Musik", publicado sob o pseudônimo K. Freigedank ('Livre-pensamento') no volume 33, nº 19 (3 de setembro de 1850). Ignaz Moscheles e outros professores do Conservatório de Leipzig ficaram indignados e pediram a renúncia de Brendel do conselho. O artigo de Wagner havia insultado a memória de Felix Mendelssohn, o fundador do conservatório — mas teve pouco efeito adicional na época. Mais tarde no século XIX, contribuiu para o aumento do antissemitismo, incluindo críticas à música de compositores judeus que diferiam em estilo de Wagner. Brendel continuou a editar a revista até sua morte em 1868.

## NZM hoje
A Neue Zeitschrift für Musik, sob a égide da Schott Music, continua como um veículo para escritos sobre música, incluindo clássica, jazz, rock e arte sonora. Cada edição foca em um tópico particular e inclui uma variedade de ensaios, resenhas de CDs e livros.